# Cirolana glebula
Cirolana glebula är en kräftdjursart som beskrevs av Bruce 1994. Cirolana glebula ingår i släktet Cirolana och familjen Cirolanidae. Inga underarter finns listade i Catalogue of Life.